# حد الزنى
الزنى هو مصطلح ديني يصف العلاقة الجنسية بين الرجل والمرأة (خارج نطاق الزواج)، ويتحقق بإيلاج العضو الذكري في الجهاز التناسلي للمرأة، وفي الديانات بشكل عام، يعتبر الزنى من الكبائر ومن أعظم الخطايا.

## حد الزنى في الإسلام
- حد الزاني والزانية غير المتزوجين، هو الجلد 100 جلدة مع التغريب سنة وفقًا لرأي جمهور الفقهاء. في القرآن﴿الزَّانِيَةُ وَالزَّانِي فَاجْلِدُوا كُلَّ وَاحِدٍ مِنْهُمَا مِائَةَ جَلْدَةٍ وَلَا تَأْخُذْكُمْ بِهِمَا رَأْفَةٌ فِي دِينِ اللَّهِ إِنْ كُنْتُمْ تُؤْمِنُونَ بِاللَّهِ وَالْيَوْمِ الْآخِرِ وَلْيَشْهَدْ عَذَابَهُمَا طَائِفَةٌ مِنَ الْمُؤْمِنِينَ ۝٢﴾[1]، وقيل إن المرأة لا تُغرّب بل تُجلَد فحسب.[2]
- حد الزاني المحصن أي: المتزوج، القتل بالرجم بالحجارة حتى الموت، وكذلك المسلمة المحصنة أي: المتزوجة عقوبتها الرجم بالحجارة حتى الموت. قال البهوتي: قد ثبت أن النبي رجم بقوله وفعله في أخبار تشبه التواتر. وقد أنزله الله تعالى في كتابه، ثم نسخ رسمه وبقي حكمه، لما ورد عن عمر بن الخطاب أنه قال: «إن الله بعث محمدا بالحق وأنزل عليه الكتاب، فكان مما أنزل الله آية الرجم، فقرأناها وعقلناها، ووعيناها، رجم رسول الله ورجمنا بعده، فأخشى إن طال بالناس زمان أن يقول قائل : والله ما نجد آية الرجم في كتاب الله، فيضلوا بترك فريضة أنزلها الله، والرجم في كتاب الله حق على من زنى إذا أحصن من الرجال والنساء، إذا قامت البينة أو كان الحبل أو الاعتراف». والمحصن هو المتزوج أو سبق له الزواج ودخل بامرأته.

### شروط إقامة الحد
يُشترط لإقامة الحد على الزاني ثلاثة شروط:
- إيلاج ذكر الرجل في عضو المرأة من قُبل أو دُبر فلا يُقام الحد على من قَبّل أو من قام باللمس من غير إيلاج ذكره وعقوبته التعزير.
- انتفاء الشبهة: فلا يقام الحد على من وطأ امرأة ظنها زوجته، أو وطأ زوجته في نكاح باطل اُعتقد صِحته، أو إذا اُكره الرجل أو المرأة على القيام بالزنى.
- ثبوت الزنى ويكون من خلال طريقتين :
  - إقرار الرجل أو المرأة بفعل الزنى وهو الاعتراف بالزنى.
  - شهادة أربعة رجال عُدول ثقات يشهدون بدخول القضيب بالفرج (غياب حشفة الذكر على الأقل) رأي العين المباشر.

ويظهر من هذا صعوبة إقامة الحد، وهذا حتى لا يصبح اتهام الناس بالزنى سهلاً.
فالإسلام يحتاط في ثبوت الحد والقاعدة أن درء الحدود بالشبهات أولى، فلئن يخطئ القاضي في العفو خير من أن يخطئ في العقوبة، ويهدف الإسلام إلى تعميق الوازع الديني بغرس الخوف من الله ومراقبته، والتربية الايمانية التي تنهى عن تتبع العورات وكشفها وتحض على الستر والتوبة ٫ لذا شرع حد القذف لكل من تسول له نفسه ان يرمي الناس بأعراضهم.
- الإحصان في حد الرجم.

وإذا اتهم أحد المسلمين آخر بالزنى، ثم لم يستطع أن يأتي بأربعة شهداء عدول (موثوقين حسب شروط محددة)، فإنه يجلد ثمانين جلدة عقوبة الإفك.